# Nemoria interlucens
Nemoria interlucens là một loài bướm đêm trong họ Geometridae.